# 제이 딜라
제임스 드위트 얀시(James Dewitt Yancey, 1974년 2월 7일 ~ 2006년 2월 10일)는 제이 딜라(J Dilla) 또는 제이 디(J Dee)로 알려진 미국의 래퍼, 음악 프로듀서이다. 그는 어 트라이브 콜드 퀘스트, 데 라 소울(De La Soul), 버스타 라임즈, 코먼 등과 일했다. 2006년, 혈전성 혈소판감소자반증과 전신홍반루푸스(SLE) 등으로 병사했다.